# A mari usque ad mare

El lema en el escudo canadiense de 1921

A Mari Usque Ad Mare (en latín, «De mar a mar») es el lema nacional de Canadá.
La frase proviene del salmo latino 72:8 de la Biblia, que reza: «Et dominabitur a mari usque ad mare, et a flumine usque ad terminos orbis terrarum» («Y dominará de mar a mar, y desde el río hasta los confines de la Tierra»).

## Historia
El primer uso registrado de la frase representando a Canadá es de George Monro Grant, quien fuera secretario de Sandford Fleming y ministro presbiteriano, que usaba la frase en sus sermones. Su bisnieto Michael Ignatieff le sugirió que usara la frase en un esfuerzo para cimentar la nación durante la construcción de los Ferrocarriles del Pacífico de Canadá.
El lema fue utilizado oficialmente por primera vez en 1906, en la cabeza del mazo de la Asamblea Legislativa de Saskatchewan.
La frase fue sugerida como lema nacional por Joseph Pope, entonces Subsecretario de Estado, cuando el Escudo de Canadá fue rediseñado en 1921. Pope era miembro del comité de cuatro nombrado por el gobierno federal para rediseñar el escudo de armas (los otros miembros eran Thomas Mulvey, A. G. Doughty y el Mayor General W. G. Gwatkin). Ningún lema había sido incluido en el diseño original. El Mayor General Gwatkin propuso "In Memoriam In Spem" (En memoria, en esperanza) como lema, pero la propuesta de Pope logró más apoyo.
El borrador del diseño fue aprobado por Decreto del Consejo el 21 de abril de 1921 y por Proclama Real del rey Jorge V el 21 de noviembre de 1921.

## Usos
Como parte del Escudo de Canadá, el lema es usado como marca de autoridad por varias agencias del gobierno y representantes. Además está presente en todas las denominaciones del papel moneda canadiense y en la cubierta de los pasaportes. Por sí solo, aparece en las proclamas del gobierno federal.

## Posible arreglo
En marzo de 2006, los Primeros Ministros de los tres territorios pidieron un arreglo del lema para que reflejara la vasta geografía del país, ya que Canadá posee costas en los océanos Atlántico, Pacífico y Ártico. Dos sugerencias para un nuevo lema son A mari ad mare ad mare (De mar a mar a mar) y A mari usque ad maria (Del mar a los otros mares). Una encuesta reveló que los partidarios de cambiar el lema superan a sus oponentes en proporción de tres a uno, con un tercio de los encuestados declarándose neutrales.